# 版画芸術
『版画芸術』（はんがげいじゅつ）は、日本の美術愛好家向け雑誌。季刊。発行は東京都目黒区上目黒にある阿部出版株式会社。

## 歴史
1973年（昭和48年）4月1日創刊。日本の版画を紹介する雑誌で、各冊に作家サイン入りの版画作品1点が添付される。発行部数は10,000部（2006年3月）。

## データ
- 発行元：阿部出版
- 創刊日：1973年4月
- 発行日：3月・6月・9月・12月1日
- 定価：2,100円
- 出版社コード：87242